# Lijst van Stolpersteine in Schiermonnikoog
De lijst van Stolpersteine in Schiermonnikoog geeft een overzicht van de gedenkstenen die in de gemeente Schiermonnikoog in de Nederlandse provincie Friesland zijn geplaatst in het kader van het Stolpersteine-project van de Duitse beeldhouwer-kunstenaar Gunter Demnig.
Stolpersteine zijn opgedragen aan slachtoffers van het nationaalsocialisme, al diegenen die zijn vervolgd, gedeporteerd, vermoord, gedwongen te emigreren of tot zelfmoord gedreven door het nazi-regime. Demnig legt voor elk slachtoffer een aparte steen, meestal voor de laatste zelfgekozen woning.
Omdat het Stolpersteine-project doorloopt, kan deze lijst onvolledig zijn.

## Stolpersteine
In Schiermonnikoog liggen vijf Stolpersteine, onthuld op 1 mei 2021.

### Schiermonnikoog
| Stolperstein | Inscriptie                                                                                      | Adres                                            | Biografie                                   |
| ------------ | ----------------------------------------------------------------------------------------------- | ------------------------------------------------ | ------------------------------------------- |
|              | HIER WOONDE JULIUS VAN HESSEN GEB. 1875 GEDEPORTEERD 1943 SOBIBOR VERMOORD 20.3.1943            | Langestreek om de Noord (in de buurt van Badweg) | Julius van Hessen (1875-1943)               |
|              | HIER WOONDE JOHANNE VAN HESSEN-DE BEER GEB. 1881 GEDEPORTEERD 1943 SOBIBOR VERMOORD 20.3.1943   | Langestreek om de Noord (in de buurt van Badweg) | Johanne van Hessen-de Beer (1881-1943)      |
|              | HIER WOONDE LUDWIG KRONTHAL GEB. 1894 GEDEPORTEERD 1943 SOBIBOR VERMOORD 21.5.1943              | Noorderstreek 44                                 | Ludwig Kronthal (1894-1943)                 |
|              | HIER WOONDE GITHEL G. S. KRONTHAL-MARCUS GEB. 1895 GEDEPORTEERD 1943 SOBIBOR VERMOORD 21.5.1943 | Noorderstreek 44                                 | Githel Gretchen Kronthal-Marcus (1895-1943) |
|              | HIER WOONDE MINCKEHE MARCUS GEB. 1899 GEDEPORTEERD 1943 AUSCHWITZ VERMOORD 22.10.1943           | Langestreek om de Noord 19                       | Minckehe Marcus, ook Mina (1899-1943)       |

## Data van plaatsingen
- 1 mei 2021: vijf Stolpersteine bij Langestreek om de Noord (in de buurt van Badweg), Langestreek om de Noord 19, Noorderstreek 44